# Yenko Camaro
Der Yenko Super Camaro war ein getunter Chevrolet Camaro der 1. Generation, der von Yenko Sportscars unter der Leitung von Donald Yenko gebaut wurde. Der Camaro wird auch als Yenko SC bezeichnet als Abkürzung für „Super Camaro“. Die von Yenko Chevrolet getunten bzw. gebauten Fahrzeuge erhalten die Insignien sYc für „Super Yenko Cars“, wobei im Logo das „Y“ größer geschrieben ist.
Als der Chevrolet Camaro herauskam, durfte sein V8-Motor auf Werksanweisung von GM nicht mehr als 6555 cm3 (400 in3) Hubraum haben, um den eigenen leistungsstarken Modellen des Konzerns, wie der Chevrolet Corvette oder dem Pontiac GTO, keine zusätzliche Konkurrenz zu machen. Dies wiederum brachte dem Modell einen Nachteil gegenüber dem Ford Mustang, Plymouth Barracuda und Dodge Dart, da weder Ford noch Chrysler solche Beschränkungen aufstellten. Don Yenko sah aber, dass es einen Markt für einen besonders leistungsfähigen Camaro geben würde, und fand einen Weg, die GM-Vorschrift zu umgehen.

## 1967
Yenko bestellte einen Camaro SS mit L78-Motor und baute den L72-Motor der Corvette mit 6997 cm3 Hubraum ein. Die genaue Zahl der so ausgestatteten Wagen ist nicht bekannt, man nimmt aber an, dass ca. 50 Stück entstanden. Yenko baute auch eine andere Motorhaube aus GFK, ähnlich wie beim Stinger mit dem Big-Block-Corvette-Motor aus demselben Jahr ein.
Don Yenkos Camaros mit dem L72-Motor waren mit den manuellen Getrieben Muncie M21 oder M22 bestückt. Die Leistung dieser Wagen wird mit 423 brutto SAE-PS (315 kW) angegeben. Der Yenko Camaro durfte bei Rennveranstaltungen nicht als Chevrolet antreten, da er nicht von Chevrolet direkt hergestellt wurde. Chevrolets Antwort darauf war 1969 der COPO-Camaro (Central Office Production Order). Dieser Wagen waren mit dem gleichen 7,0 Liter-V8-Motor ausgestattet wie der Yenko Camaro, durfte aber für Chevrolet antreten.

## 1968
Ermutigt durch den Erfolg 1967 baute Yenko weiterhin Camaros. Alle diese Fahrzeuge waren mit dem eng gestuften, manuell zu schaltenden Vierganggetriebe M21 von Muncie ausgestattet oder der M40 4-Gang-Automatik. Eine große Motorhaube aus GFK mit zwei Lufthutzen ersetzte die Stinger-Version des Vorjahres und Yenko-Embleme waren auf den Fahrzeugseiten und am hinteren Nummernschild zu sehen. Das COPO-Modell hatte ein verbessertes Fahrwerk mit einem stärkeren Vorderachsstabilisator vom Z/28 und andere Veränderungen, wie einen 140 mph-Tachometer und erreichte maximal 225 km/h, war aber nicht mit dem 7,0 Liter-V8-Motor bestückt. Yenko versah die Fahrzeuge mit Motoren mit 6489 cm3 Hubraum, bis sich Chevrolet zum Modelljahr 1969 zum Einbau des 7,0 Liter-V8 entschloss. Ein einziger Camaro soll 1968 bereits mit dem großen Motor als COPO 8008 ausgeliefert worden sein, was ihn zum begehrten Sammlerobjekt machte.
Am 17. Januar 2009 wurde auf der Barret Jackson Auto Auction ein mit neuer Karosserie versehener, silberner Yenko mit Vierganggetriebe für 121.000 US-Dollar versteigert.

## 1969

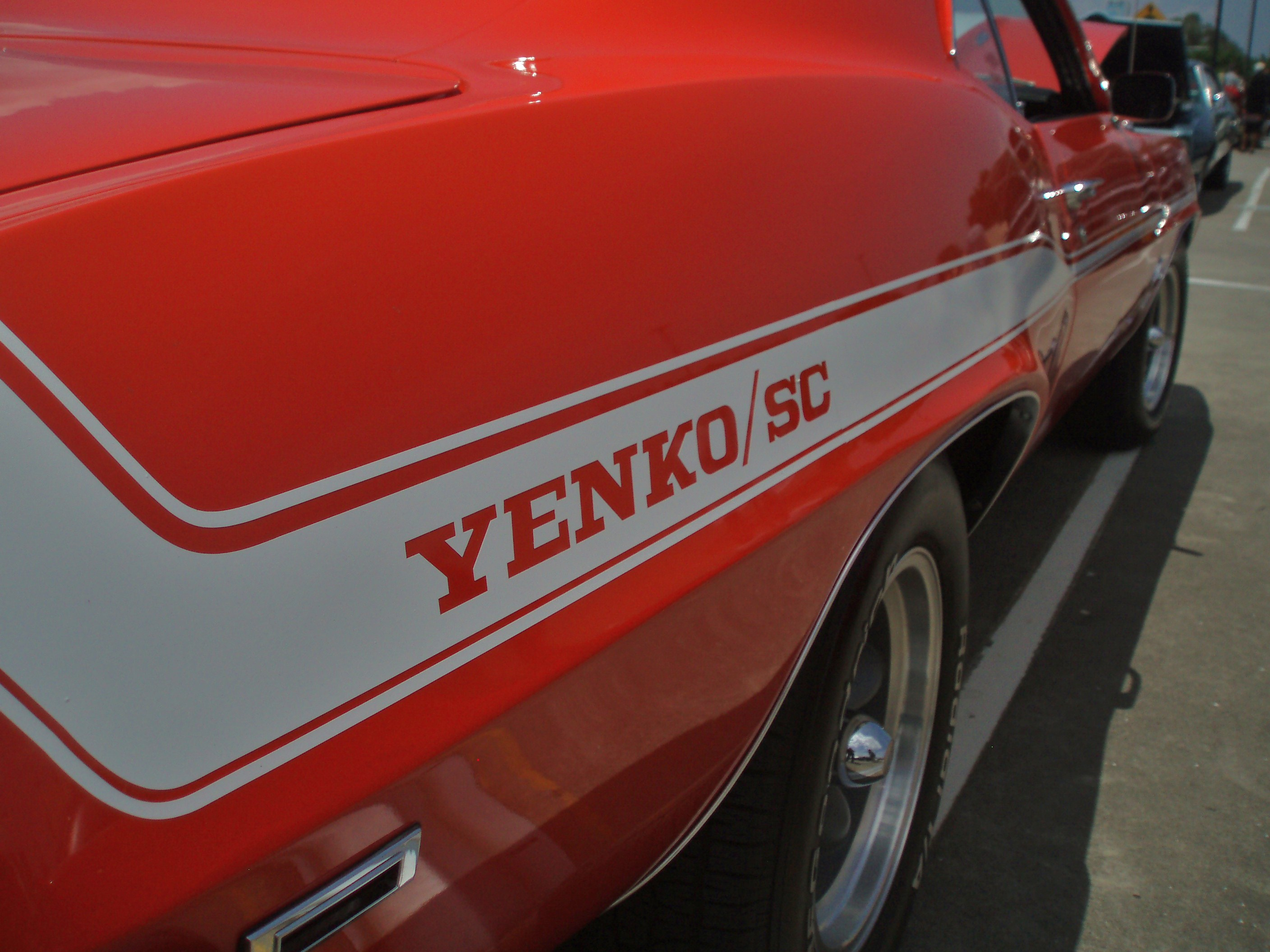
Streifen an einem 1969 Yenko Camaro

Ab 1969 arbeitete die Chevrolet-Vertretung mit dem Werk zusammen, um den L72-Motor mit 425 brutto SAE-PS (317 kW) auf der Werksmontagelinie einzubauen, indem eine Central Office Production Order (COPO) aufgesetzt wurde. Die Bestellung umfasste leistungsfähige Scheibenbremsen, ein 4,10 Positraction-Antriebsachse (halbgesperrt), einen stärkeren Frontstabilisator und einen schweren Vierkern-Aluminiumkühler. Die Kunden hatten die Wahl zwischen dem manuell zu schaltenden M21 oder M22-Vierganggetriebe und dem M40-Automatikgetriebe Hydramatic TH400. 1969 wurden genau 201 dieser Wagen verkauft, 171 mit Handschaltgetriebe und 30 mit Automatikgetriebe. Yenko rundete das Erscheinungsbild mit Front- und Heckspoilern, einer Motorhaube mit Lufteinlässen, speziellen Yenko-427-Emblemen, Doppelstreifen an den Fahrzeugflanken und der Motorhaube und einem sYc-Emblem (Super Yenko Cars) ab. Weiter erhielten die Fahrzeuge 15-Zoll-Felgen und Goodyear Wide Tread GT Reifen. Laut der Camaro Research Group war Schwarz (Farbcode 711) die einzige von Yenko bestellte Ausstattungsfarbe. Heute haben aber viele Yenko-Wagen eine weiße Innenausstattung. Als Außenfarben standen Hugger Orange, LeMans Blue, Fathom Green, Daytona Yellow, Rally Green und Olympic Gold zur Verfügung.
Mehr als 40 Jahre später wurden diese Camaros auf mehr als 2,2 Mio. US-Dollar geschätzt und für diesen Preis auch bei Barrett-Jackson-Auktionen verkauft. Im September 2008 gab es zwei 1969er-Yenko-Camaro mit Automatikgetriebe auf der ESPN Auction Show.
Am 17. Januar 2009 wurde ein echter ZL-1-COPO, dunkelgrün und mit neuer Karosserie für 290.000 US-Dollar versteigert. Ein gelbes Exemplar mit Originalkarosserie, neuen Zylinderköpfen und Getriebeautomatik erzielte 270.000 US-Dollar.

## 1981
1981 versuchte Don Yenko zum letzten Mal, das ultimative Hochleistungsautomobil herzustellen. Der Yenko Turbo Z basierte auf dem Chevrolet Camaro von 1981.
Don Yenkos Kommentar zu diesem Auto lautete:

„Was ihre Leistungsfähigkeit angeht, zeigten die Autos in den letzten zehn Jahren einen langsamen, aber stetigen Niedergang. Niedrig verdichtete Motoren, die niedrigoktaniges Benzin vertragen, sind heute die Norm. Ständig neue Emissionskontrollen haben ihren Tribut an Pferdestärken der einst leistungsfähigen Motoren gefordert. Es ist eine wirkliche Herausforderung, die summierten Leistungsverluste ohne zusätzliche Umweltverschmutzung auszugleichen. Nach vielen Monaten des Testens und Entwickelns aber haben wir es geschafft. Aus der engen Zusammenarbeit mit den Leuten von Turbo International ging ein System hervor, das alle unsere Erwartungen erfüllte. Dieses System liefert, wie alle anderen, die Energie zur Verbesserung der Einströmung des Kraftstoff-Luft-Gemisches. Damit aber enden die Gemeinsamkeiten. Unser System hat kein Führungsventil, daher gibt es auch kein Turboloch. Wir haben auch kein Wastegate, das nicht funktionieren könnte. Und da der gesamte Treibstoff, der in den Motor gelangt, zuerst im Turbolader verwirbelt wird, bekommt man eine bessere Treibstoffausnutzung und ein besseres Ansprechverhalten auch ohne die Leistungssteigerung. Alle Schrauben, Muttern oder sonstigen Bauteile, die in diesem System zum Einsatz kommen, sind die bestmöglichen. Es wurde mit jeder erdenklichen Emissionkontrolle geprüft und funktioniert.“

## 1969 Replica
Das Unternehmen Classic Automotive Restoration Specialists Inc. aus North Carolina hat wieder mit der Fertigung des Yenko Camaro von 1969 begonnen. Don Yenko verkaufte 201 Stück seines berühmten COPO-Camaro über seinen Autohandel in Canonsburg, Pennsylvania. Wie im Muscle Car Review vom März 2008 berichtet wird, ist der neue Wagen ein voll lizenzierter Yenko, dessen erstes Exemplar die Nummer 202 trägt. Der 7,0 Liter-V8 unter der Haube wurde von GM gebaut, die die Big-Block-Motoren der Muscle-Car-Ära wieder liefern. Für die anderen Komponenten brauchte man 2½ Jahre, um die alten Maschinen wiederzufinden. Die verfügbaren Sonderausstattungen sind die gleichen, die es auch 1969 gab, ebenso wie die Lackfarben. Die Wagen kosten ungefähr 60 Prozent weniger als einige der bekannten, 39 Jahre alten, überlebenden Yenko Camaro, fahren aber so wie eines von den alten Autos, als es neu beim Autohändler vom Hof gefahren wurde.

## 2009
Ein neuer Yenko Camaro auf Basis des Camaro-Fahrgestells von 2009 wurde auf der SEMA 2009 vorgestellt. Der neue Motor ist eine aufgeladene Version des GM LS3; der 6,2 Liter-V8-Motor gehört beim Camaro SS zur Serienausstattung. Da dieses Fahrzeug Phase I genannt wird, erwartet man auch Yenkos der Phase II und Phase III mit LS7-Motoren mit 7,0 Liter Hubraum und vielleicht sogar LS9-Motoren.